# Feodosia. Noapte cu lună
Feodosia. Noapte cu lună (în rusă Феодосия. Лунная ночь, transliterat: Feodosiia. Lunnaia noci) este o pictură în ulei realizată în anul 1852 de pictorul rus Ivan Aivazovski.

## Descriere
Acest tablou se află într-o colecție privată. El prezintă nave plutind pe Marea Neagră în apropierea portului Feodosia din peninsula Crimeea.